# Thung lũng vàng

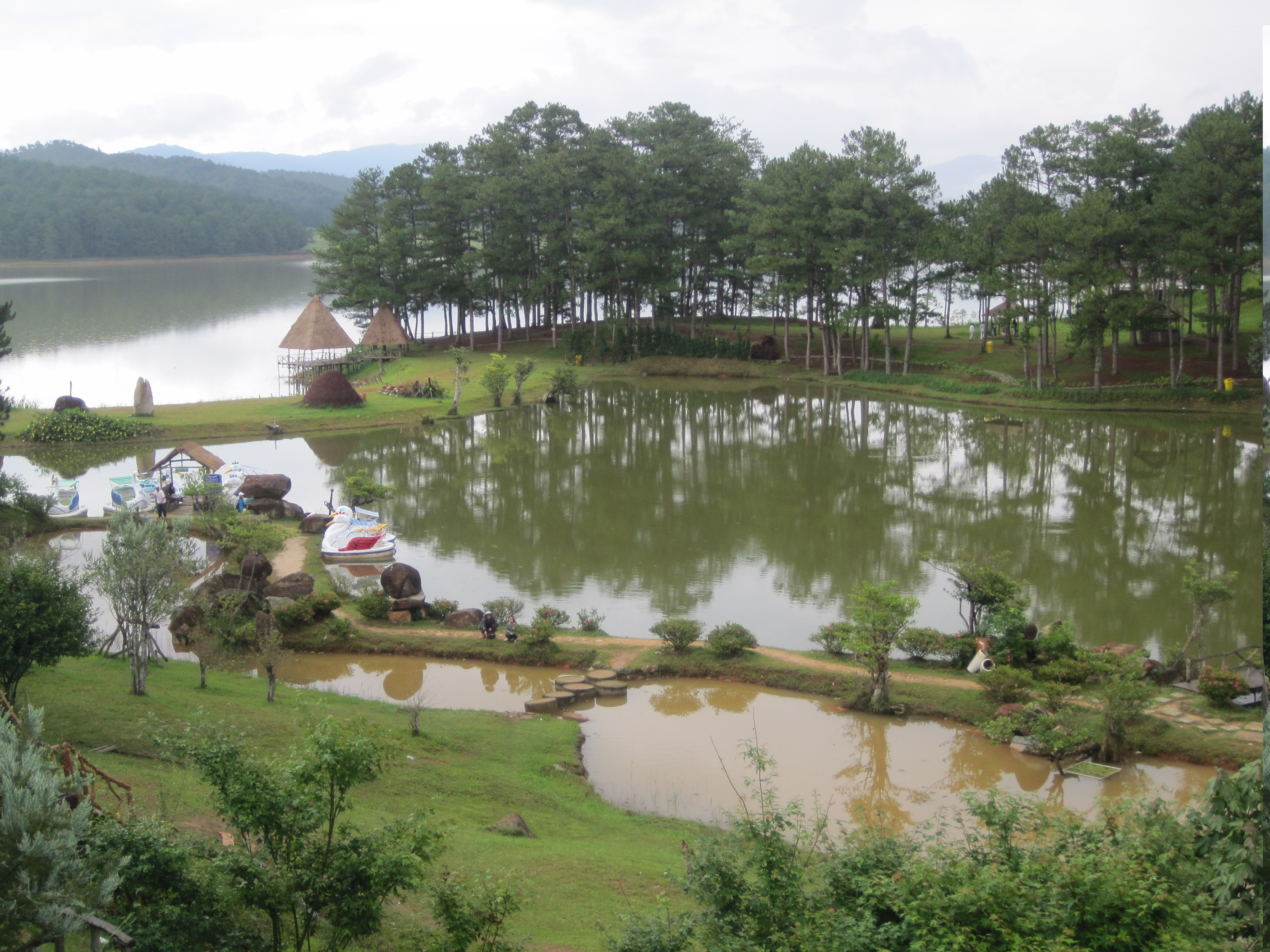
Thung lũng vàng

Thung lũng vàng là khu du lịch thuộc địa phận thành phố Đà Lạt, tỉnh Lâm Đồng. Nằm cách trung tâm thành phố 15 km về hướng Tây Bắc, thung lũng vàng nằm trên Cao nguyên Lâm Viên với khí hậu nơi đây khá mát mẻ và trong lành.